# 菅原健 (俳優)
菅原 けん（すがわら けん、1995年7月15日 - ）は日本の俳優。北海道旭川市出身。

## 人物
ディーダッシュ・カンパニー所属
身長180cm 体重72kg。B84・W74・H92・S28。
趣味は鍛えること・運動・料理。
特技はサッカー・フットサル・スキー・アクション。
資格はトレース技能検定3級。免許は普通自動車免許・普通二輪免許。
血液型はA型。
少年時代からアクション映画が好きで、役者を目指すために上京。
憧れの作品ジャンルの一つが"戦隊モノ"で出演したいと考えていた。
Dダッシュ養成所6期卒業。

## 出演

### 映画
- 神様の言うとおり（2014年）※デビュー作
- 暗殺教室（2015年） - 寺坂竜馬 役
- ちはやふる（2016年）
- 暗殺教室〜卒業編〜（2016年） - 寺坂竜馬 役
- 帝一の國（2017年）
- honey（2018年3月31日、東映・ショウゲート）
- 孤狼の血（2018年5月12日、東映）
- さかな（2018年） - 辻岡光司 役
- ギャングース（2018年11月23日、キノフィルムズ / 木下グループ） - 真鍋 役
- チア男子!!（2019年5月10日、バンダイナムコアーツ・ポニーキャニオン） - 鈴木総一郎 役[3]
- 麻雀放浪記2020(2019年)
- 歩へ(2019年5月11日、Youtube:ZEROすチャンネル)
- 泣くな赤鬼(2019年)
- 東京アディオス(2019年)
- 鼓動 (2020年1月18日、品田誠監督)
- 弱虫ペダル（2020年8月14日、松竹） - 田所迅 役[4]
- るろうに剣心 最終章 The Beginning(2021年)
- 孤狼の血 LEVEL2(2021年)
- 明け方の若者たち（2021年12月31日、パルコ） - 黒澤 役[5][6]
- レッドブリッジ / レッドブリッジ ビギニング（2022年6月4日） - 堀口亮太 役[7]
- ヘルドッグス（2022年）原田眞人監督
- 刀剣乱舞-黎明-（2023年）耶雲哉治監督

### テレビドラマ
- 連続ドラマW（WOWOW）
  - 石の繭 第1話（2015年）
  - コールドケース2 〜真実の扉〜 第1話（2018年10月13日）
- 重版出来!（2016年、TBS）
- 君に捧げるエンブレム（2017年1月3日、フジテレビ）
- "青の時代"名曲ドラマシリーズ 「モーニング娘。“LOVEマシーン”」（2017年3月26日、NHK BSプレミアム）
- 帝一の國〜学生街の喫茶店〜 第2話・第5話（2017年4月25日・28日、フジテレビ）
- 高嶺の花 第2話（2018年7月18日、日本テレビ）
- 税務調査官・窓際太郎の事件簿 第34作（2018年8月6日、TBS） - 樋口哲也 役[8]
- パーフェクトワールド」(2019年、CX)
- はじめて恋をした日に読む話 第2話  (2019年、TBS)
- 土曜ナイトドラマ「べしゃり暮らし」 (2019年8月31日、テレビ朝日) - 成瀬智也 役[9]
- 映像研には手を出すな！(2019年、MBS)
- 捜査会議はリビングでおかわり！第3話(2019年、NHKBSプレミアム)
- いだてん〜東京オリムピック噺〜（2019年、NHK大河ドラマ） - 齋藤兼吉、円谷幸吉 役
- BS-TBS開局20周年記念ドラマ「左手一本のシュート」（2020年3月14日、BS-TBS） - 中村椋耶 役
- 連続テレビ小説 （NHK総合）
  - エール 第36回 - 第40回（2020年5月18日 - 22日） - 早稲田大学応援部団員・村田 役[10]
- 私の家政夫ナギサさん 第5話（2020年8月4日、TBS） - 福田友哉 役
- 桜の塔（2021年） - 八雲総司 役
- ジモトに帰れないワケあり男子の14の事情 第1・14話 （2020年、ABC)
- 警視庁ゼロ係〜生活安全課なんでも相談室〜 第5シリーズ（2021年） - 福島陽太教諭 役
- 最愛（2021年10月15日 - 、TBS） - 高城隆之介 役
- 准教授・高槻彰良の推察 Season2 第4話-第6話（2021年10月31日 - 11月14日、WOWOW）- 栗本幹夫 役
- 月曜プレミア8 横山秀夫サスペンス「第三の時効」（2021年11月29日、テレビ東京） - 阿久津巧 役

### Webドラマ
- AKBラブナイト 恋工場 #38（2016年、ネット配信版）
- 不能犯（2018年、dtv・関西テレビ） - 塚原亮太 役
- RIDER TIME 仮面ライダー龍騎 第1話（2019年3月31日、ビデオパス）[11] - 戸塚 / 仮面ライダータイガ 役

### Vシネマ
- ゼロワン Others（2021年） - ソルド9 役
  - ゼロワン Others 仮面ライダー滅亡迅雷[12]
  - ゼロワン Others 仮面ライダーバルカン&バルキリー[13]

### 舞台
- 365日、36.5℃ （2019年10月30日 - 11月4日、Superendroller、すみだパークスタジオ倉） - キャスト

### テレビ番組
- SASUKE2020（2020年12月29日、TBS) - ゼッケン25
- 究極の男は誰だ!?最強スポーツ男子頂上決戦（2022年3月22日、TBS）- 総合13位

### CM
- モンスターストライク チーム篇（2016年）
- キリンビバレッジ FIRE「僕らのこれから。」（2017年）
- マクドナルド てりやきチキンフィレオ篇（2017年）
- 日本郵便 かもめ〜る「ラストセーラー」篇（2018年）
- Google Home Mini 「Loves Cats 篇」（2018年）
- セキスイハイム東海「ドリームハイム派出所」（2019年）
- ドミノピザ「クワトロアンガスステーキ篇」（2019年）
- JAL×コカ·コーラ 「‘21花火」篇（2021年）
- デジタル庁「2021年デジタルの日」篇（2021年）
- 伊藤園 1日分の野菜（2021年）
- 三菱電機100周年記念TVCM「積を求めよう。」篇（2021年）
- 「ラクサス」
- キッコーマン「具麺リッチ」（2024年）

### ミュージックビデオ
- 絢香 「キンモクセイ 」
- a flood of circle「ミッドナイト・クローラー」